# Limburgi nyelv
A limburgi nyelv (limburgi nyelven: limburgs vagy lèmburgs; hollandul: limburgs, németül: Limburgisch, vagy Südniederfränkisch, franciául: limbourgeois) egy nyugati germán nyelv, amelyet 1,3 millióan beszélnek a hollandiai Limburg és a belgiumi Limburg tartományokban, és mintegy 300 ezren az azokkall szomszédos németországi régiókban.
A terület Venlo, Düsseldorf, Aachen, Maastricht és Hasselt városok között terül el. A limburgi nyelvet Hollandiában regionális nyelvként (streektaal) ismerik el, és az A regionális vagy kisebbségi nyelvek európai kartájának 2. fejezete értelmében mérsékelt védelemben részesíti.

## Történet
A limburgi név, jelző, illetve annak változatai, csak közvetve származnak a ma Belgiumban, Vallóniában, Liège tartományban, a Weser (Vesdre) folyó partján fekvő Limbourg (francia kiejtés: [lɛ̃buʁ]; németül és hollandul: Limburg; vallonul: Limbôr; teljes neve franciául: Limbourg-sur-Vesdre) városának nevéből. 
Limbourg a középkorban a Limburgi Hercegség fővárosa volt. Közvetlenebbül a Holland Királyság Limburg tartományának (1815-39) modernebb nevéből származik, amely ma belgiumi Limburgra és hollandiai Limburgra oszlik. A régi Limburgi Hercegség területén a fő nyelv ma a francia, de van egy sajátos csoportja a limburgi (vagy a meghatározásoktól függően limburgi jellegű) nyelvjárásoknak, amelyeket néha "plat dietsch"-nek neveznek.
A limburgiak általában platnak nevezik a nyelvüket, ugyanúgy, ahogyan a németalföldi németet beszélők. Ez a plat egyszerűen arra utal, hogy a nyelvet a Holland-síkságon beszélik, szemben a "magas" szóval a "felnémet nyelvekben" (németül Althochdeutsch), amelyek a hegyesebb déli régiókban beszélt nyelvjárásokból származnak. A plat szó ezért a plattelanddal (hollandul: "vidék") is összefügg, és néha egyszerűen "szlenget" jelenthet, bármilyen nagyon informális, rusztikus vagy helyileg egyedi szót vagy kifejezést.
Egy régebbi holland kifejezés a nyugatnémet nyelvekre és a hétköznapi emberek nyelvjárásaira a Dietsch vagy Duutsch volt, ahogyan még ma is megtalálható a Low Dietsch (Plattdütsch) kifejezésben. Ez a kifejezés eredetileg a protogermán "þiudiskaz", azaz "a népből" szóból származik. (Ez a jelentésó megmaradt az olasz tedesco, valamint az angol Dutch szóban is, amely a Hollandiából származó emberekre utal.)

## Osztályozás
- Indoeurópai nyelvek
- Germán nyelvek
- Nyugati germán nyelvek
- Felnémet
- Németalföldi (vö. nyugatnémet, keletnémet és plautdietsch)
- Németalfrancia
- Holland
- Afrikaans (más nyelvek szókészletének jelentős hatásaival)
- Limburgi
- Angolfríz
- Észak germán nyelvek
- Kelet germán nyelvek

Hollandiában és Belgiumban általában a Zuidrijnmaasfrankischhoz, egy ősi alsó-frank nyelvjáráscsoporthoz tartozónak tekintik, míg Németországban a nyugat-középnémet nyelvjáráscsoporthoz tartozónak. 

## Jellemzők
A limburgi nyelvet Hollandiában és Belgiumban körülbelül 1 600 000 ember beszéli, Németországban pedig több tízezren. A Belgiumban beszélt változatot inkább a francia nyelv befolyásolja.
Sok európai nyelvtől eltérően a limburgi nyelv két hangból álló tonális nyelv. A limburgi nyelv  egyik tonális nyelvjárása a norbiki nyelvjárás, melyet a dél-hollandiai Norbik faluban beszélnek.
Más európai nyelvek, amelyekben ez a jellemző megtalálható, a litván, a szlovén, a svéd, a norvég és a szerbhorvát.
A limburgi nyelv számos, a nyugatnémet nyelveknél magasabb kelta nyelvekből és nyelvjárásokból származó hatást is mutat. A területet eredetileg kelta törzsek lakták.

## Példa
"Huuj gaon ich e bietje later."
Ma egy kicsit később indulok.

## Változatai
A dialektális felosztások különbözőképpen artikulálódnak (és nem felelnek meg pontosan egymásnak, a megfelelés foka attól függ, hogy milyen jellemzőkkel határozzák meg a nyelvhatárokat):
- Észak-limburgi (Noordlimburgs) / holland dialektus Kleverlands
- Nyugat-limburgi (West-Limburgs)
- Közép-limburgi (Centraal-Limburgs)
- Kelet-Limburg (Oost-Limburgs)
- Limburgesiai (Limburgi)-Ripuari nyelv

## A szabványosítás kérdése
A limburgi nyelv nem rendelkezik kodifikált irodalmi nyelvvel. 1995 és 1999 között kidolgoztak egy sztandard változatot, amelyet Algemein Gesjreve Limburgs-nak neveznek, de alig lelt támogatásra. Az 1940-es években kidolgoztak egy helyesírási formát a limburgi nyelv lejegyzésére, de ennek használata is eshetőleges, s csak egy-egy speciálisabb nyelvjárás esetében használják. 2000-ben a hollandiai Limburg tartomány vezetése határozatott fogadott el a Limburgi Nyelvi Tanács (Raod veur 't Limburgs), amely a limburgi nyelvvel kapcsolatos ügyekkel foglalkozik. 2003-ban ez a szervezet elfogadott egy szabványos helyesírást, melynek alapján a limburgi nyelv kodifikációjára törekvő Stiechting Limbörgse Academie (Limburgi Akadémia Alapítványa) szótárakat próbál létrehozni.

## Külső hivatkozások
- A holland Limburgban beszélt nyelvjárások térképe
- A Limburgi Akadémia Alapítvány (Stiechting Limbörgse Academie) a Limburgi-holland,
- Limburgish Wiktionary - De Limburgse Wiktionair
- Veldeke Genk (genki dialektusban és hollandul)